# Campecopea hanseni
Campecopea hanseni är en kräftdjursart som först beskrevs av Emil Racoviţă 1908.  Campecopea hanseni ingår i släktet Campecopea och familjen klotkräftor. Inga underarter finns listade i Catalogue of Life.